# Leptogenys foreli
Leptogenys foreli är en myrart som beskrevs av Mann 1919. Leptogenys foreli ingår i släktet Leptogenys och familjen myror. Inga underarter finns listade i Catalogue of Life.